# Wereldkampioenschap shorttrack 2011 (individueel)
Het wereldkampioenschap shorttrack (individueel) 2011 werd van 11 tot en met 13 maart 2011 gehouden in Sheffield.
Er waren in het totaal tien wereldtitels te vergeven. Voor zowel de mannen als de vrouwen ging het om de 500 meter, de 1000 meter, de 1500 meter, het allroundklassement, en de aflossing.

## Medailles

### Mannen
| Onderdeel         | Goud                                                         | Goud | Zilver                                                                    | Zilver | Brons                                                        | Brons |
| ----------------- | ------------------------------------------------------------ | ---- | ------------------------------------------------------------------------- | ------ | ------------------------------------------------------------ | ----- |
| 500m              | Simon Cho                                                    | USA  | Olivier Jean                                                              | CAN    | Liang Wenhao                                                 | CHN   |
| 1000m             | Noh Jin-kyu                                                  | KOR  | Charles Hamelin                                                           | CAN    | Liang Wenhao                                                 | CHN   |
| 1500m             | Noh Jin-kyu                                                  | KOR  | Charles Hamelin                                                           | CAN    | Jeff Simon                                                   | USA   |
| 3000m superfinale | Noh Jin-kyu                                                  | KOR  | Liang Wenhao                                                              | CHN    | Jeff Simon                                                   | USA   |
| Klassement        | Noh Jin-kyu                                                  | KOR  | Charles Hamelin                                                           | CAN    | Liang Wenhao                                                 | CHN   |
| Aflossing         | Michael Gilday Charles Hamelin François Hamelin Olivier Jean | CAN  | Robert Becker Torsten Kröger Robert Seifert Christoph Millz Paul Herrmann | GER    | Simon Cho Travis Jayner Kyle Carr Anthony Lobello Jeff Simon | USA   |

### Vrouwen
| Onderdeel         | Goud                                                | Goud | Zilver                                                              | Zilver | Brons                                                              | Brons |
| ----------------- | --------------------------------------------------- | ---- | ------------------------------------------------------------------- | ------ | ------------------------------------------------------------------ | ----- |
| 500m              | Fan Kexin                                           | CHN  | Arianna Fontana                                                     | ITA    | Liu Qiuhong                                                        | CHN   |
| 1000m             | Cho Ha-ri                                           | KOR  | Arianna Fontana                                                     | ITA    | Katherine Reutter                                                  | USA   |
| 1500m             | Katherine Reutter                                   | USA  | Park Seung-hi                                                       | KOR    | Cho Ha-ri                                                          | KOR   |
| 3000m superfinale | Cho Ha-ri                                           | KOR  | Katherine Reutter                                                   | USA    | Liu Qiuhong                                                        | CHN   |
| Klassement        | Cho Ha-ri                                           | KOR  | Katherine Reutter                                                   | USA    | Arianna Fontana                                                    | ITA   |
| Aflossing         | Li Jianrou Liu Qiuhong Zhang Hui Fan Kexin Xiao Han | CHN  | Jorien ter Mors Annita van Doorn Yara van Kerkhof Sanne van Kerkhof | NED    | Marie-Ève Drolet Jessica Hewitt Valérie Maltais Marianne St-Gelais | CAN   |

### Medaillespiegel
| Plaats | Land             | Goud | Zilver | Brons | Totaal |
| 1      | Zuid-Korea       | 5    | 1      | 1     | 7      |
| 2      | Verenigde Staten | 2    | 1      | 3     | 6      |
| 3      | China            | 2    | 0      | 4     | 6      |
| 4      | Canada           | 1    | 4      | 1     | 6      |
| 5      | Italië           | 0    | 2      | 1     | 3      |
| 6      | Duitsland        | 0    | 1      | 0     | 1      |
| 6      | Nederland        | 0    | 1      | 0     | 1      |
| Totaal | Totaal           | 10   | 10     | 10    | 30     |

## Eindklassementen

### Mannen
| #      | Schaatser        | Land             | Punten |
| ------ | ---------------- | ---------------- | ------ |
| Goud   | Noh Jin-kyu      | Zuid-Korea       | 102    |
| Zilver | Charles Hamelin  | Canada           | 50     |
| Brons  | Liang Wenhao     | China            | 47     |
| 4      | Simon Cho        | Verenigde Staten | 44     |
| 5      | Jeff Simon       | Verenigde Staten | 26     |
| 6      | Olivier Jean     | Canada           | 23     |
| 7      | Liu Xianwei      | China            | 13     |
| 8      | François Hamelin | Canada           | 11     |
| 9      | Song Weilong     | China            | 9      |
| 10     | Niels Kerstholt  | Nederland        | 5      |

### Vrouwen
| #      | Schaatser          | Land             | Punten |
| ------ | ------------------ | ---------------- | ------ |
| Goud   | Cho Ha-ri          | Zuid-Korea       | 81     |
| Zilver | Katherine Reutter  | Verenigde Staten | 68     |
| Brons  | Arianna Fontana    | Italië           | 57     |
| 4      | Fan Kexin          | China            | 35     |
| 5      | Liu Qiuhong        | China            | 26     |
| 6      | Park Seung-hi      | Zuid-Korea       | 26     |
| 7      | Li Jianrou         | China            | 21     |
| 8      | Yang Shin-young    | Zuid-Korea       | 6      |
| 9      | Marie-Ève Drolet   | Canada           |        |
| 10     | Marianne St-Gelais | Canada           |        |